# Beris annulipes
Beris annulipes är en tvåvingeart som beskrevs av Enrico Adelelmo Brunetti 1912. Beris annulipes ingår i släktet Beris och familjen vapenflugor. Inga underarter finns listade i Catalogue of Life.